# 出雲
出雲（いずも）は、かつての令制国の出雲国にあたる地域。現在の島根県東部にあたり、雲州（うんしゅう）とも呼ばれる。
出雲（いずも）という地名は、「八雲立つ出雲」と言われるように、美しく雲が湧き出る様子から名付けられたというのが一般的である。

## 現在の出雲地方
| 出雲地方のデータ |                            |
| 国               | 日本                       |
| 地方             | 中国地方、山陰地方         |
| 面積             | 2,782.28km2                |
| 推計人口         | 449,193人 （2025年2月1日） |
| 人口密度         | 161.4人/km2                |

旧出雲国の地域は、現在「出雲地方」または「出雲地域」とも呼ばれている。なお、市町村合併により、出雲市の一部、飯南町の一部は旧石見国であった部分、奥出雲町の一部は旧備後国であった部分をそれぞれ含む。また、島根県庁などの行政組織が「島根県東部」・「県東部地方」といった表現を行うときも前述の「出雲地方（地域）」と概ね同じ範囲を指す。松江地方気象台では出雲市との混同を防ぐため「島根県東部」の名前を使っている。市町村では松江市・安来市（松江地区）・出雲市（出雲地区）・雲南市・奥出雲町・飯南町（雲南地区または奥出雲）が該当する。

### 交通

#### 鉄道
- 山陰本線
- 木次線

#### 道路
- 山陰自動車道
- 松江自動車道
- 国道9号
- 国道54号

## 都市圏の推移
出雲地方の全自治体の中での、都市雇用圏（10% 通勤圏）の変遷を示す。10% 通勤圏に入っていない自治体は、各統計年の欄で灰色かつ「-」で示す。
| 自治体 (’80–’00) | 1980年                 | 1990年                 | 1995年                 | 2000年                 | 2005年                 | 2010年                 | 自治体 （現在） |
| ---------------- | ---------------------- | ---------------------- | ---------------------- | ---------------------- | ---------------------- | ---------------------- | --------------- |
| 安来市           | -                      | -                      | -                      | -                      | -                      | 松江 都市圏 29万2366人 | 安来市          |
| 広瀬町           | -                      | -                      | -                      | -                      | -                      | 松江 都市圏 29万2366人 | 安来市          |
| 伯太町           | -                      | -                      | -                      | 米子 都市圏            | -                      | 松江 都市圏 29万2366人 | 安来市          |
| 美保関町         | 米子 都市圏            | 米子 都市圏            | 米子 都市圏            | 米子 都市圏            | 松江 都市圏 25万5199人 | 松江 都市圏 29万2366人 | 松江市          |
| 八束町           | 米子 都市圏            | 松江 都市圏 21万7904人 | 松江 都市圏 22万1482人 | 松江 都市圏 22万5937人 | 松江 都市圏 25万5199人 | 松江 都市圏 29万2366人 | 松江市          |
| 松江市           | 松江 都市圏 20万5031人 | 松江 都市圏 21万7904人 | 松江 都市圏 22万1482人 | 松江 都市圏 22万5937人 | 松江 都市圏 25万5199人 | 松江 都市圏 29万2366人 | 松江市          |
| 鹿島町           | 松江 都市圏 20万5031人 | 松江 都市圏 21万7904人 | 松江 都市圏 22万1482人 | 松江 都市圏 22万5937人 | 松江 都市圏 25万5199人 | 松江 都市圏 29万2366人 | 松江市          |
| 島根町           | 松江 都市圏 20万5031人 | 松江 都市圏 21万7904人 | 松江 都市圏 22万1482人 | 松江 都市圏 22万5937人 | 松江 都市圏 25万5199人 | 松江 都市圏 29万2366人 | 松江市          |
| 宍道町           | 松江 都市圏 20万5031人 | 松江 都市圏 21万7904人 | 松江 都市圏 22万1482人 | 松江 都市圏 22万5937人 | 松江 都市圏 25万5199人 | 松江 都市圏 29万2366人 | 松江市          |
| 玉湯町           | 松江 都市圏 20万5031人 | 松江 都市圏 21万7904人 | 松江 都市圏 22万1482人 | 松江 都市圏 22万5937人 | 松江 都市圏 25万5199人 | 松江 都市圏 29万2366人 | 松江市          |
| 八雲村           | 松江 都市圏 20万5031人 | 松江 都市圏 21万7904人 | 松江 都市圏 22万1482人 | 松江 都市圏 22万5937人 | 松江 都市圏 25万5199人 | 松江 都市圏 29万2366人 | 松江市          |
| 東出雲町         | 松江 都市圏 20万5031人 | 松江 都市圏 21万7904人 | 松江 都市圏 22万1482人 | 松江 都市圏 22万5937人 | 松江 都市圏 25万5199人 | 松江 都市圏 29万2366人 | 松江市          |
| 加茂町           | 松江 都市圏 20万5031人 | 松江 都市圏 21万7904人 | 松江 都市圏 22万1482人 | 松江 都市圏 22万5937人 | 松江 都市圏 25万5199人 | 松江 都市圏 29万2366人 | 雲南市          |
| 大東町           | 松江 都市圏 20万5031人 | 松江 都市圏 21万7904人 | 松江 都市圏 22万1482人 | 松江 都市圏 22万5937人 | 松江 都市圏 25万5199人 | 松江 都市圏 29万2366人 | 雲南市          |
| 木次町           | -                      | -                      | -                      | -                      | 松江 都市圏 25万5199人 | 松江 都市圏 29万2366人 | 雲南市          |
| 三刀屋町         | -                      | -                      | -                      | -                      | 松江 都市圏 25万5199人 | 松江 都市圏 29万2366人 | 雲南市          |
| 掛合町           | -                      | -                      | -                      | -                      | 松江 都市圏 25万5199人 | 松江 都市圏 29万2366人 | 雲南市          |
| 吉田村           | -                      | -                      | -                      | -                      | 松江 都市圏 25万5199人 | 松江 都市圏 29万2366人 | 雲南市          |
| 斐川町           | 出雲 都市圏 16万6279人 | 出雲 都市圏 17万1290人 | 出雲 都市圏 17万1994人 | 出雲 都市圏 17万3715人 | 出雲 都市圏 17万3751人 | 出雲 都市圏 17万1485人 | 出雲市          |
| 出雲市           | 出雲 都市圏 16万6279人 | 出雲 都市圏 17万1290人 | 出雲 都市圏 17万1994人 | 出雲 都市圏 17万3715人 | 出雲 都市圏 17万3751人 | 出雲 都市圏 17万1485人 | 出雲市          |
| 平田市           | 出雲 都市圏 16万6279人 | 出雲 都市圏 17万1290人 | 出雲 都市圏 17万1994人 | 出雲 都市圏 17万3715人 | 出雲 都市圏 17万3751人 | 出雲 都市圏 17万1485人 | 出雲市          |
| 大社町           | 出雲 都市圏 16万6279人 | 出雲 都市圏 17万1290人 | 出雲 都市圏 17万1994人 | 出雲 都市圏 17万3715人 | 出雲 都市圏 17万3751人 | 出雲 都市圏 17万1485人 | 出雲市          |
| 湖陵町           | 出雲 都市圏 16万6279人 | 出雲 都市圏 17万1290人 | 出雲 都市圏 17万1994人 | 出雲 都市圏 17万3715人 | 出雲 都市圏 17万3751人 | 出雲 都市圏 17万1485人 | 出雲市          |
| 多伎町           | 出雲 都市圏 16万6279人 | 出雲 都市圏 17万1290人 | 出雲 都市圏 17万1994人 | 出雲 都市圏 17万3715人 | 出雲 都市圏 17万3751人 | 出雲 都市圏 17万1485人 | 出雲市          |
| 佐田町           | 出雲 都市圏 16万6279人 | 出雲 都市圏 17万1290人 | 出雲 都市圏 17万1994人 | 出雲 都市圏 17万3715人 | 出雲 都市圏 17万3751人 | 出雲 都市圏 17万1485人 | 出雲市          |
| 仁多町           | -                      | -                      | -                      | -                      | -                      | -                      | 奥出雲町        |
| 横田町           | -                      | -                      | -                      | -                      | -                      | -                      | 奥出雲町        |
| 頓原町           | -                      | -                      | -                      | -                      | -                      | -                      | 飯南町          |
| 赤来町           | -                      | -                      | -                      | -                      | -                      | -                      | 飯南町          |

- 2004年10月1日：安来市、能義郡広瀬町、伯太町が新設合併して新たに安来市となった。
- 2004年11月1日：大原郡大東町、加茂町、木次町、飯石郡三刀屋町、掛合町、吉田村が新設合併して雲南市となった。
- 2005年1月1日：飯石郡頓原町、赤来町が新設合併して飯南町となった。
- 2005年3月22日：出雲市、平田市、簸川郡大社町、湖陵町、多伎町、佐田町が新設合併して新たに出雲市となった。
- 2005年3月31日：松江市、八束郡美保関町、八束町、鹿島町、島根町、宍道町、玉湯町、八雲村が新設合併して新たに松江市となった。
- 2005年3月31日：仁多郡仁多町と横田町が新設合併して奥出雲町となった。
- 2011年8月1日：東出雲町が松江市に編入。
- 2011年10月1日：斐川町が出雲市に編入。

なお、松江都市圏、出雲都市圏は中海・宍道湖・大山圏域を構成している。